# Bérchules
Bérchules é um município da Espanha na província de Granada, de área 69 km² com população de 852 habitantes (2007) e densidade populacional de 12,35 hab./km².

## Demografia

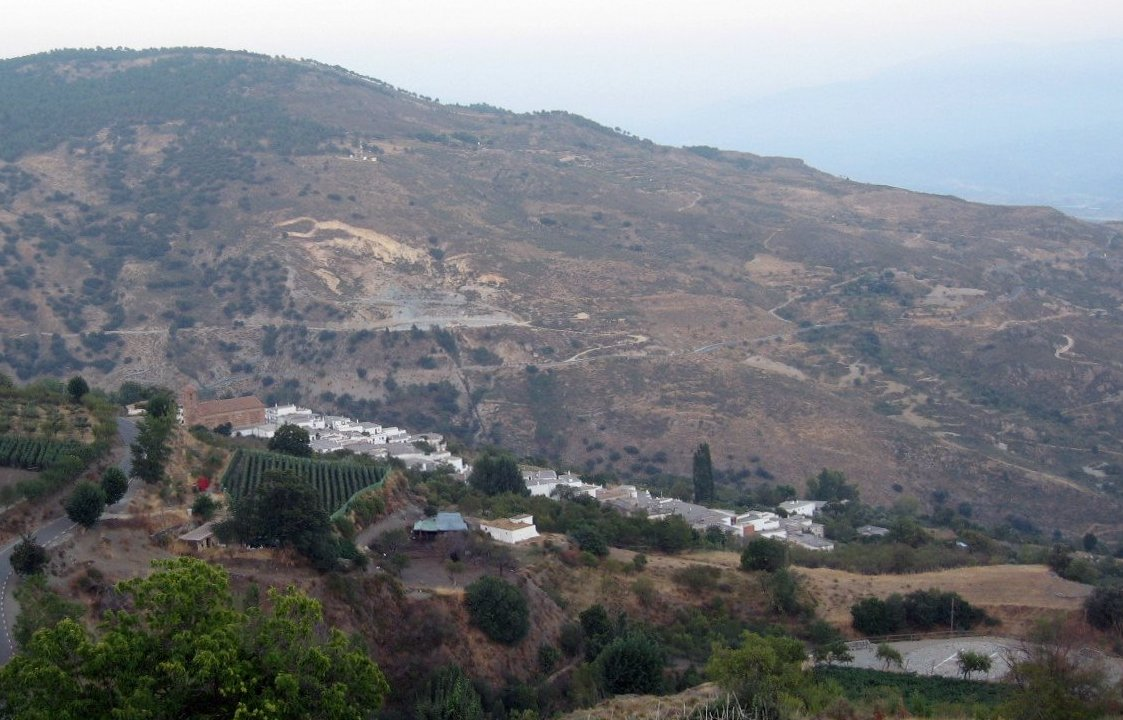
Bérchules (2009)

| Variação demográfica do município entre 1991 e 2004 | Variação demográfica do município entre 1991 e 2004 | Variação demográfica do município entre 1991 e 2004 | Variação demográfica do município entre 1991 e 2004 | Variação demográfica do município entre 1991 e 2004 | Variação demográfica do município entre 1991 e 2004 |
| --------------------------------------------------- | --------------------------------------------------- | --------------------------------------------------- | --------------------------------------------------- | --------------------------------------------------- | --------------------------------------------------- |
| 1991                                                | 1996                                                | 2001                                                | 2006                                                | 2011                                                | 2017                                                |
| 881                                                 | 871                                                 | 754                                                 | 811                                                 | 828                                                 | 715                                                 |